# Hippotion brunnea
Hippotion brunnea är en fjärilsart som beskrevs av Tutt 1904. Hippotion brunnea ingår i släktet Hippotion och familjen svärmare. Inga underarter finns listade i Catalogue of Life.